# Aldrovanda vesiculosa
Aldrovanda vesiculosa L., 1753 è una pianta acquatica appartenente alla famiglia delle Droseracee, diffusa in Europa, Asia, Africa ed Australia. È l'unica specie vivente del genere Aldrovanda.
È una pianta carnivora che vegeta sia nelle zone temperate che in quelle tropicali.

## Biologia
Come Dionaea muscipula, ma 10 volte più veloce, è capace di catturare gli insetti acquatici con rapidi movimenti delle bocche per effetto del tigmotropismo; per quanto la pianta sia rara e non ancora ben studiata non si riconosce la sua riproduzione sia sessuata che asessuata.

## Distribuzione e habitat
La specie ha un areale molto frammentato, che si estende dal Vecchio Mondo all'Australia; è considerata una pianta rara.
Predilige acque di stagni e paludi.

## Conservazione
La Lista rossa IUCN classifica Aldrovanda vesiculosa come specie in pericolo di estinzione (Endangered). In alcuni paesi, tra cui l'Italia, è andata incontro ad estinzione locale.